# Antero Ojala
Yrjö Antero Ojala (ur. 10 grudnia 1916 w Terijoki, zm. 5 lutego 1982 w Lappajärvi) – fiński łyżwiarz szybki, brązowy medalista olimpijski.

## Kariera
Największy sukces w karierze Antero Ojala osiągnął w 1936 roku, kiedy zdobył brązowy medal w biegu na 5000 m podczas igrzysk olimpijskich w Garmisch-Partenkirchen. W zawodach tych wyprzedzili go jedynie Norweg Ivar Ballangrud oraz inny reprezentant Finlandii Birger Wasenius. Na tych samych igrzyskach był też siódmy na dystansie 10 000 m, ósmy na 500 m i dziewiąty w biegu na 1500 m. Na rozgrywanych dwanaście lat później igrzyskach w Sankt Moritz jego najlepszym wynikiem było dwunaste miejsce w biegu na 1500 m. Nigdy nie zdobył medalu mistrzostw świata, jego najlepszym wynikiem było piąte miejsce podczas mistrzostw świata w Oslo w 1937 roku. Dwukrotnie startował na mistrzostwach Europy, ale nie plasował się w czołowej dziesiątce. Zdobył też cztery złote medale mistrzostw Finlandii: na 500 m i 10 000 m w 1937 roku i na 1500 m w latach 1943 i 1951.
Uprawiał także kolarstwo szosowe, zdobywając między innymi srebrne medale w wyścigu ze startu wspólnego w 1933 roku i w jeździe na czas w 1935 roku.